# SV Eintracht Solingen
Der SV Eintracht Solingen ist ein Sportverein aus Solingen. Der Verein bietet die Sportarten Fußball, Selbstverteidigung und Gymnastik an. Die erste Fußballmannschaft der Frauen spielte von 2013 bis 2016 in der Regionalliga West. 

## Geschichte
Der Verein wurde im September 1968 gegründet. Die Männermannschaft des SV Eintracht spielte lediglich auf Kreisebene. Seit 2011 hat der Verein keine Männermannschaft im Spielbetrieb. Erfolgreicher sind die Frauen des SV Eintracht, die im Jahre 2005 den Aufstieg in die Verbandsliga Niederrhein schafften. Dort pendelte die Mannschaft zunächst zwischen Mittelmaß und Abstiegskampf. Nach einem dritten Platz in der Saison 2011/12 drang die Mannschaft in die Spitzengruppe vor. Ein Jahr später wurde die Eintracht nach einem 4:0-Sieg bei Viktoria Krefeld Niederrheinmeister und stieg in die drittklassigen Regionalliga West auf. Im Jahre 2015 gelang der Klassenerhalt nur dank des Rückzugs der zweiten Mannschaft des VfL Bochum. In der darauffolgenden Spielzeit stand nach drei Jahren Regionalliga-Zugehörigkeit dann allerdings der Abstieg in die Niederrheinliga fest. Im Jahre 2022 stieg die Mannschaft in die Landesliga ab.

## Persönlichkeiten
- Jennifer Ninaus
- Nadine Thal